# سرمق شاحب
السرمق الشاحب (Chenopodium pallidicaule)، ويعرف أحيانًا باسم Cañihua وCanihua وKañiw وهو نوع من أنواع السرمق ويشابه في خصائصه واستخداماته لأحد الأنواع وثيقة الصلة به وهو الكينوا.
وله خصائص هامة ومفيدة منها: القدرة على تحمل الظروف على الجبال الشاهقة وارتفاع محتوى البروتين والقدرة العالية على مقاومة التأكسد كما أنه يحتوي على الفينول مع عدم وجود صابونين الذي يعقد استخدام الكينوا.
ولكن عملية تدجينه ليست كاملة، وعدم تماثله مع نضج الحبوب يمثل أحد القيود.

## اقرأ أيضا
- كينوا
- قصعين إسباني

## وصلات خارجية
- Andean Grains and Legumes
- Plants for a Future database
- Crops for the Future: Canihua (Chenopodium pallidicaule)

## قائمة المراجع
1. ↑  "Total antioxidant capacity and content of flavonoids and other phenolic compounds in canihua (Chenopodium pallidicaule): an Andean pseudocereal". Mol Nutr Food Res. ج. 52 ع. 6: 708–17. 2008. DOI:10.1002/mnfr.200700189. PMID:18537130. {{استشهاد بدورية محكمة}}: الوسيط غير المعروف |شهر= تم تجاهله يقترح استخدام |تاريخ= (مساعدة)
2. ↑  Chemical and Functional Characterization of Kañiwa (Chenopodium pallidicaule) Grain, Extrudate and Bran - Springer نسخة محفوظة 2020-04-18 على موقع واي باك مشين.